# Alionoctula coromandra
Alionoctula coromandra is een zoogdier uit de familie van de gladneuzen (Vespertilionidae). De wetenschappelijke naam van de soort werd voor het eerst geldig gepubliceerd door Gray in 1838.

## Voorkomen
De soort komt voor in Afghanistan, Bangladesh, India, Sri Lanka, Pakistan, Nepal, Bhutan, Birma, Cambodja, Thailand en het zuiden van China.

## Galerij

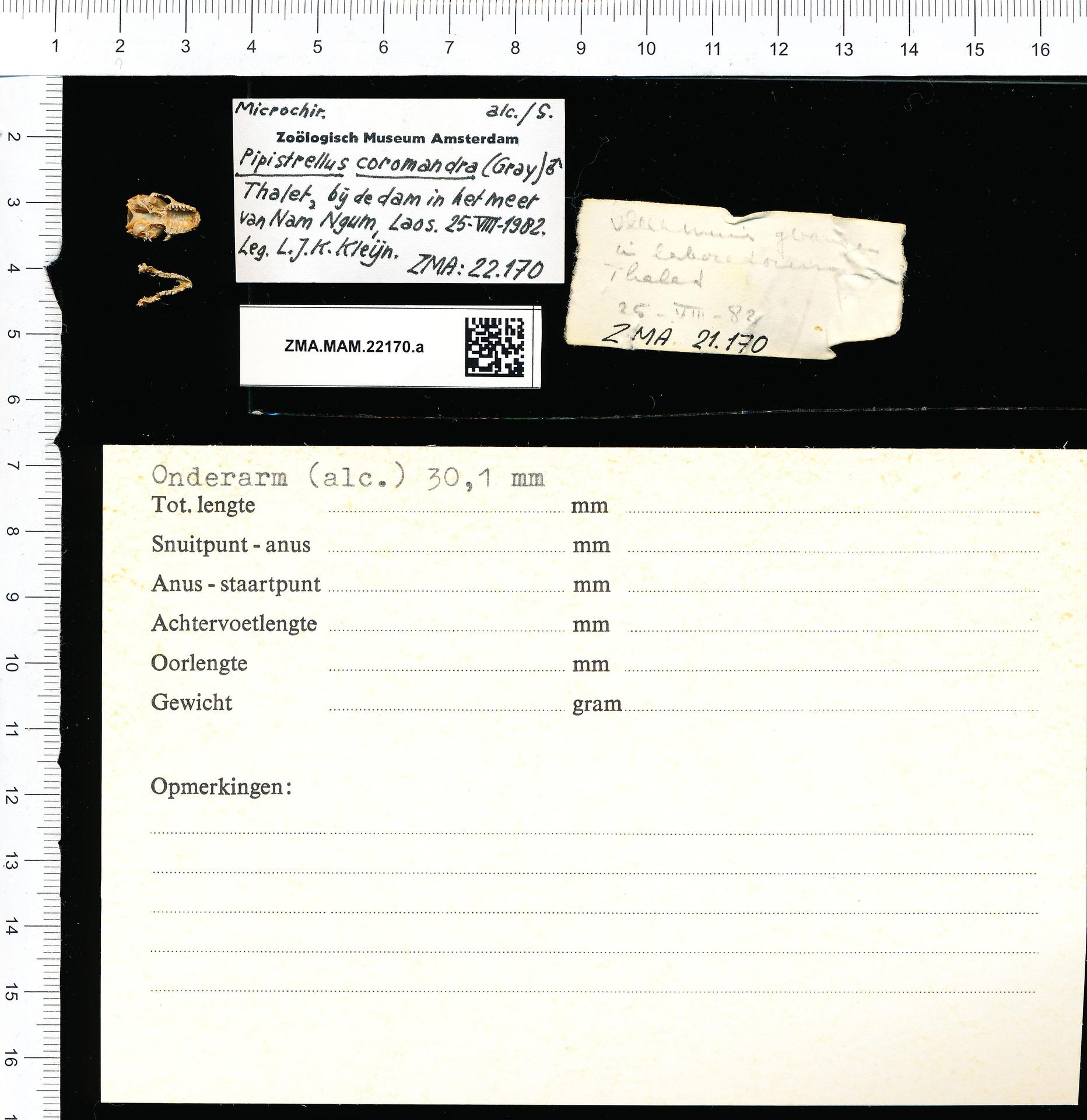